# 鄭銀敬
鄭 銀敬（朝鮮語: 정은경、チョン・ウンギョン、1965年 - ）は、大韓民国の官僚、政治家（保健福祉部長官）。ソウル大学医学部卒。
保健福祉部救急医療課長、保健福祉部疾病管理本部慢性疾患管理課長、同疾病予防センター長、同緊急事態センター長を経て、2017年7月26日より疾病管理本部長。
新型コロナウイルス感染症 (2019年)国内患者発生を受け、2020年1月20日中央防疫対策本部が設置され本部長を兼任、連日記者会見に臨んだ。
2020年9月12日、韓国政府は中央防疫対策本部を庁に昇格させ、疾病管理庁を新しく発足させた。鄭はそこの初代長官となった。
2020年11月、BBCが発表した「ことしの女性100人」の一人に、鄭が選ばれた。
2020年12月2日、鄭は肩を骨折し、入院したことが明らかとなった。就寝中に寝台から落ちた事が原因とされる。
2025年4月30日、韓国の大統領選挙において、共に民主党の総括選対委員長に就任した。大統領選の李在明の当選後は、新政権の保健福祉部長官の有力候補とされていた。しかし、党の調査にて、韓国のコロナ禍の期間中、鄭の夫が、コロナの検査キットやマスクの製造に関する会社の株を購入していたことが発覚。さらに、鄭が党に提出した釈明書と、実際の利益には大きな開きがあったころから、党は鄭の長官採用を見送ったという。しかし、2025年6月29日、李在明大統領により保健福祉部長官に指名され、2025年7月22日に就任した。